# Villamena
Villamena er en kommune i det sydøstlige Spanien i provinsen Granada. Den har et indbyggertal på 1.005 (2024) indbyggere.